# Ciril Kosmač
Ciril Kosmač (Slap ob Idrijci, 18 september 1910 - Ljubljana, 28 januari 1980) is een Sloveens schrijver.

## Leven
Ciril Kosmač ging naar school in Gorizia en Tolmin. Hij studeerde af in 1928. In 1929 werd hij gearresteerd wegens samenwerking met TIGR, een groepering die vocht tegen de Italiaanse overheersing in delen van Slovenië en Kroatië. In 1930 werd hij weer vrijgelaten omdat hij minderjarig was. Hij vluchtte naar Ljubljana, waar hij werkte bij verschillende organisaties en kranten. Daarna vertrok hij naar het buitenland. In 1938 vertrok hij naar Parijs, in 1942 naar Londen. In Londen werkte hij voor de BBC radio. Tijdens de oorlog had hij contacten met de partizanen, en in 1944 keerde hij terug naar zijn vaderland. Na de oorlog was hij de uitgever van de kranten Slovenski poročevalec en Tovariš. Hij was dramaturg bij het Sloveense productiehuis Triglav film. In 1961 werd hij lid van de Sloveense wetenschap- en kunstvereniging SAZU. In 1965 kreeg hij de Župančič-prijs, een cultuurprijs van de stad Ljubljana. In '68 werd Ciril de voorzitter van Društvo slovenskih pisateljev, een Sloveense literaire kring. In 1980 kreeg hij de Prešerenprijs, de belangrijkste cultuurprijs in Slovenië. Deze prijs kon hij echter niet in ontvangst nemen, aangezien hij in januari van dat jaar overleed. Hij stierf in Ljubljana, en werd begraven in zijn geboortedorp.
Ciril Kosmač wordt gerekend tot de Sloveense schrijvers van het sociaal realisme. Een van de overheersende motieven in  zijn werken is de dood.  Hij schreef voornamelijk over zijn geboortestreek, over angst en hoop, over zichzelf en mensen rondom hem, over vaderlandsliefde en verdrukking van buitenlanders, over kleine, goedhartige wezens met een groot hart, over klein geluk en groot ongeluk. Zijn werken zijn vertaald in 16 talen, waaronder Chinees, Albanees, Arabisch en Maltees. Op basis van drie van zijn werken maakte hij drie filmscenario’s. Hij schreef ze op basis van Očka Orel (deel van het verzamelwerk V gaju življenja), Balada o trobenti in oblaku en Tistega lepega dne. Naar Kosmač werden een bibliotheek in Tolmin en een lagere school in Piran genoemd.

## Prijzen
- 1965 – Župančič-prijs
- 1949 – Prešerenprijs voor scenario van de film Na svoji zemlji
- 1980 – Prešernprijs voor levenswerk

### Jeugdliteratuur
- Prvi vojak (1931)
- V gaju življenja (selectie voor kinderen, 1972)
- Medvejke (1981)
- Kamen in njiva, Pravljica o maku (1984)
- Pomladni dan (kinderuitgave, 1996)

### Proza

#### Kortverhalen
- Sreča in kruh (1946)
- Smrt nedolžnega velikana (1952)
- Balada o trobenti in oblaku (1956-1957)
- Iz moje doline (1958)
- Tantadruj (1959)
- Sreča in lepota (selectie, 1973)
- Prazna ptičnica (1988)
- Tantadruj in druge novele (1995)

#### Korte roman
- Pomladni dan (1953)

- Bibsys: 2111760
- CiNii: DA17167463
- Gemeinsame Normdatei: 119374072
- International Standard Name Identifier: 0000 0001 2117 6038
- Library of Congress Control Number: n84065270
- Nationale Bibliotheek van Letland: 000164504
- Nationale Bibliotheek van Tsjechië: jo2002103465
- Nationale bibliotheek van Australië: 35134346
- Nationale Bibliotheek van Israël: 987007277304905171
- Nationale en Universitaire bibliotheek Zagreb: 000053401
- Nederlandse Thesaurus van Auteursnamen: 071092552
- Réseau des bibliothèques de Suisse occidentale: 02-A003469532
- Istituto Centrale per il Catalogo Unico: CFIV041399
- Système universitaire de documentation: 070690634
- Trove: 837124
- Virtual International Authority File: 820388
- WorldCat: E39PBJg8Fm9VkqXbcQhQvFCbBP